# Sono na perturbação bipolar
Sabe-se que o sono desempenha um papel importante na etiologia e manutenção da perturbação bipolar. Pacientes com perturbação bipolar frequentemente apresentam, por exemplo, uma atividade circadiana menos estável e mais variável. Essa interrupção da atividade circadiana também costuma ser aparente, mesmo que a pessoa em questão não esteja doente no momento.
A diminuição da necessidade de sono é um sintoma tanto de um episódio maníaco quanto de um episódio hipomaníaco na perturbação bipolar. Os distúrbios do sono também são, muitas vezes, também um pródromo para o início de um episódio maníaco, hipomaníaco ou depressivo. Pesquisas atuais sobre os processos circadianos e sono-vigília mostraram que eles desempenham um papel importante na etiologia e manutenção de uma perturbação bipolar. Estudos anteriores mostraram que o sistema circadiano pode modular o estado de humor atual com afeto positivo. Ao ser desafiado, por outro lado, também pode ter consequências negativas no humor.
A hipótese zeitgeber social, portanto, propõe que na perturbação bipolar a instabilidade circadiana fundamental pode ser moderada pela estabilização dos ritmos diários e zeitgeber. De acordo com a hipótese, uma interrupção (por exemplo, eventos de vida) pode desencadear episódios depressivos, hipomaníacos ou maníacos. Por outro lado, um ritmo diário regular pode ter um efeito positivo e levar à normalização do sistema circadiano. O objetivo de programas de tratamento como a terapia de ritmo interpessoal e social, portanto, é regular os ritmos sociais de um paciente e, assim, normalizar os ritmos biológicos.

## Sono REM na perturbação bipolar
Pesquisas atuais sobre o sono REM descobriram que este é crítico no processamento de memórias emocionais episódicas. Quando a atividade do sono REM em pacientes com depressão unipolar ou bipolar foi medida, frequentemente um aumento da densidade REM foi encontrado. O aumento da densidade REM na depressão unipolar e bipolar pode ter duas implicações. Em primeiro lugar, pode representar uma tentativa fracassada de despotenciar experiências emocionais negativas durante o sono. Outra possível implicação é que o aumento da densidade REM pode reforçar patologicamente autonarrativas negativas e manter humores negativos depois de dormir. Ambas as hipóteses ainda não foram totalmente comprovadas, mas mostram a importância do sono e das perturbações do sono na perturbação bipolar e a necessidade de mais pesquisas.

## Distúrbios do sono e a perturbação bipolar
O diagnóstico da perturbação bipolar está relacionado a vários distúrbios do sono. Principalmente, a insônia e a hipersonia. Outros distúrbios do sono relacionados são, por exemplo, uma síndrome da fase do sono atrasada, distúrbio do sono do ritmo circadiano, apnéia do sono, anormalidades do sono REM e horários irregulares de sono-vigília.
A perturbação bipolar também está relacionada a taxas mais altas de ideação suicida e tentativas de suicídio. Foi demonstrado que os distúrbios do sono podem ter uma influência sobre a tendência suicida de pacientes com perturbação bipolar. Um estudo descobriu que a má qualidade do sono e pesadelos podem aumentar o risco de ideação suicida e tentativas de suicídio.

## Vulnerabilidade genética
A perturbação bipolar é conhecido por ter uma alta herdabilidade. Portanto, os distúrbios do sono na perturbação bipolar também podem ter uma base genética. Estudos encontraram associações modestas entre vários genes que são conhecidos por estarem associados à geração e regulação dos ritmos circadianos, bem como, à perturbação bipolar. Duas interações de locus entre distúrbios do sono do rs11824092 (ARNTL) e rs11932595 (CLOCK) foram encontradas num estudo.

## Distúrbios do sono e recaída
Os distúrbios do sono na perturbação bipolar também são um importante sintoma de recaída. Vários estudos encontraram evidências de que os distúrbios do sono contribuem para recaídas. Os distúrbios do sono são o pródromo mais comum de um episódio maníaco e o sexto pródromo mais comum de um episódio depressivo.

## Perturbação do sono como sintoma residual de uma doença bipolar
As perturbações do sono não estão apenas associadas ao início de episódios maníacos ou hipomaníacos, mas também exibem ser um sintoma residual de episódios maníacos e depressivos. Elas estão associadas a sintomas depressivos residuais e desempenho cognitivo percebido e podem, portanto, influenciar negativamente o funcionamento e a recuperação de um paciente. Esta é uma das razões pelas quais programas de terapia como a terapia de ritmo interpessoal e social visam reduzir os distúrbios do sono.

## Possíveis tratamentos para distúrbios do sono no transtorno bipolar

### Terapia de ritmo interpessoal e social
Um objetivo principal da terapia de ritmo interpessoal e social (TRIPS) é regular os ritmos circadianos e os ciclos de sono-vigília. Para atingir esse objetivo, manter ritmos diários regulares para, por exemplo, fazer exercícios, comer, dormir e acordar são fundamentais na TRIPS. Pesquisas mostraram que o ciclo sono-vigília (ritmos circadianos e sono) pode ser moderado por fatores sociais e volitivos. Com base neste modelo cronobiológico, a TRIPS visa gerenciar o possível caos da sintomatologia do transtorno bipolar.

### Terapia da luz para a perturbação bipolar
Um estudo recente também sugere que a perturbação bipolar está relacionado a uma maior sensibilidade à luz. No estudo, quatro das cinco mulheres que receberam uma sessão de fototerapia ao meio-dia responderam bem. Três das quatro que receberam luz pela manhã desenvolveram um estado misto e a outro respondeu bem. Os autores concluem que a fototerapia é possivelmente uma estratégia de potencialização eficaz no tratamento da perturbação bipolar.

### Privação total ou parcial do sono
Outro tratamento proposto para os distúrbios do sono é a privação total ou parcial do sono. Verificou-se que a privação total ou parcial do sono induz um aumento do humor em pacientes bipolares deprimidos. Sintomas problemáticos da depressão frequentemente parecem retornar logo após o paciente dormir. Duas teorias levantam a hipótese de que os mecanismos circadianos possam ser a razão.
De acordo com o modelo de coincidência interna, os pacientes deprimidos não dormem na hora certa do relógio biológico porque o ângulo de fase entre o ciclo sono-vigília e o relógio biológico está desalinhado. Com base nesta teoria, a privação do sono funciona no início pois impede o sono na fase crítica, mas na recuperação do sono, o desalinhamento é reinstaurado.
No modelo de dois processos do sono, foi proposto que a depressão é caracterizada por uma deficiência na construção do processo S. Portanto, a privação de sono pode aumentar o processo S no início, mas ocorre uma recaída, quando as privações de sono não são mais aplicadas e o processo S retorna a um nível baixo.